# 崔舜華
崔舜華（1985年—），景美女中畢業，政大中文系學士、碩士。曾任文學雜誌編輯，現為文字工作者。長於現代詩與散文創作，入選年度臺灣詩選、《台灣七年級新詩金典》、《新世紀20年詩選（2001-2020）》、《新世紀新世代詩選》等。曾獲林榮三文學獎、吳濁流文學獎新詩獎、太平洋詩歌獎首獎等，著有詩集與散文集數本。
曾擔任國立台灣文學館設置文學獎等獎項評審。

## 生平
崔舜華推甄上大學後，在景美高中圖書館一樓書庫發現大量詩集。其中現代主義的洛夫和後現代美學的夏宇影響了崔舜華的創作風格。在一次的文藝營中崔舜華遇上她的寫作啟蒙，當時新詩組的導師陳義芝，使得十八、九歲的她寫詩的意識愈見清晰。 政大中文研究所畢業後，在家裡接案寫作，後擔任《聯合文學》雜誌編輯，現為文字工作者
崔舜華作為小說讀者涉獵廣泛，她喜歡吳爾芙、村上春樹，也同樣閱讀克莉絲蒂、卜洛克、漢密特等推理小說。然而她卻並不覺得自己可以寫小說，「那個和寫詩的心智結構不一樣。我覺得我沒有寫小說的才能。」崔舜華認為人都有最擅長的工具和使用方式，並且應該把自己會用的工具發揮到極大值。

## 作品

### 詩集
- 《波麗露》，寶瓶文化，2013
- 《你是我背上最明亮的廢墟》，寶瓶文化，2014
- 《婀薄神》，寶瓶文化，2017
- 《無言歌》，寶瓶文化，2022

### 散文集
- 《神在》，寶瓶文化，2019
- 《貓在之地》，寶瓶文化，2021
- 《你道是浮花浪蕊》，寶瓶文化，2023

### 譯作
- 《巴布．狄倫歌詩集（The Lyrics 1961-2012）》（與余三奇、李康莉、孫維民、馬世芳、張之豪、張芬齡、陳黎、曾珍珍、楊嘉、葉佳怡、葉覓覓、廖偉棠、蔡琳森、鍾永豐、鴻鴻）大塊文化，2019
- 《嚎叫》（艾倫金斯堡著，與蔡琳森合譯）木馬文化，2015

## 外部連結
- 崔舜華的Instagram帳戶
- 崔舜華部落格：《稠人》 （页面存档备份，存于）